# Alexandre Villoing
Alexandre Ivanovitch Villoing (en russe : Александр Иванович Виллуан ; Saint-Pétersbourg, 12 mars 1808 – Saint-Pétersbourg, 2 septembre 1878) est un pédagogue et compositeur russe. Il est l'oncle du musicien Vassili Villoing.

## Biographie

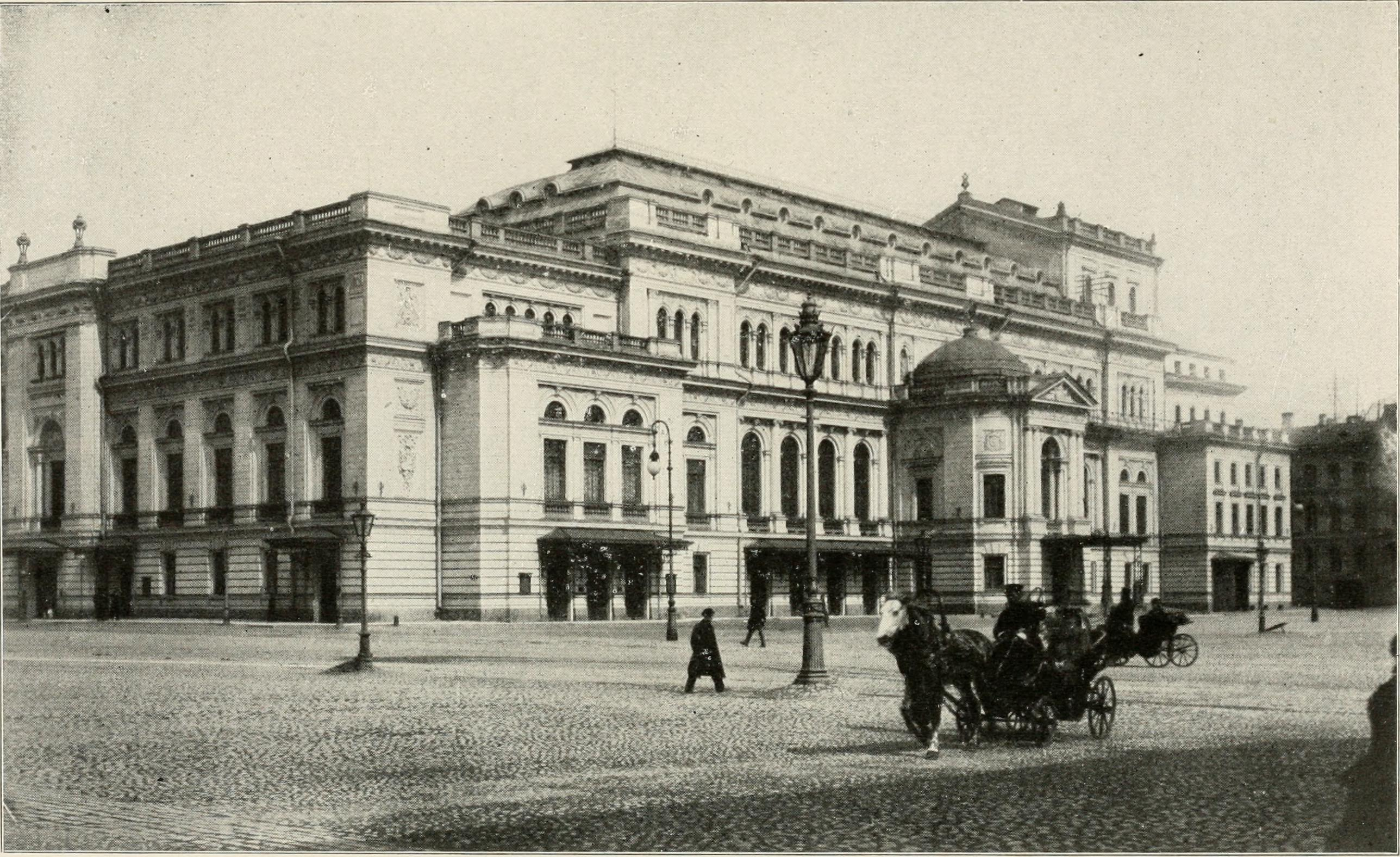
Le Conservatoire de Saint-Pétersbourg (1917).

Fils d'un émigré français, arrivé en Russie au début du XIXe siècle, Villoing a été l'élève de piano de Franz Xaver Gebel et John Field, et en composition, seul élève de l'abbé Georg Joseph Vogler et Johann Georg Albrechtsberger. Villoing dans le Moscou des années 1830, était l'un des professeurs de piano les plus recherchés. En 1837, il est le professeur d'un garçon de huit ans : Anton Rubinstein. Sa réputation en a été très renforcée, car il a été le seul enseignant et le meilleur ami de Rubinstein. Entre 1840 et 1843, il a accompagné Rubinstein dans une tournée à l'étranger, et en 1844 et 1846, à Berlin, conjointement avec son frère Nikolaï Rubinstein, et sa mère Kalerija Christoforovna (née Löwenstein, 1807-1891).
En 1862, il est professeur au Conservatoire de Saint-Pétersbourg, lors de sa fondation par Anton Rubinstein. En 1863, il publie son Klavierschule [l'École du piano], qui a non seulement été utilisée comme méthode au conservatoire, mais aussi plusieurs fois rééditée dans ses traductions en allemand et en français (« École pratique du piano », Heugel).
En tant que compositeur, Villoing rencontre peu de succès : de ses deux concertos pour piano, seul le concerto en do majeur a été publié. Il a composé également un concerto pour violon et deux ouvertures.
Parmi ses autres nombreux élèves : Anna Esipova.

## Œuvres
- Theoretisch-technische Lehre des Klavierspiels. Berlin: Simrock, 1875. Nach d. 3.
- Rubinstein'sche Fingerübungen: techn. Studien aus d. theoret. techn. Lehre d. Klavierspiels. Berlin: Simrock, ca. 1900.